# Хлопчик з велосипедом
«Хлопчик з велосипедом» (фр. Le Gamin au vélo) — драматичний фільм спільного виробництва Бельгії, Франції та Італії 2011 року, поставлений режисерами Жаном-П'єром Дарденна и Люком Дарденнами з Тома Доре і Сесіль де Франс у головних ролях. Світова прем'єра фільму відбулася 15 травня 2011 року на 64-му Каннському міжнародному кінофестивалі, де він брав участь в головній конкурсній програмі та був відзначений Гран-прі журі, розділивши цю нагороду зі стрічкою турецького режисера Нурі Більге Джейлана «Одного разу в Анатолії» (Bir zamanlar Anadolu'da). 18 травня фільм вийшов у прокат у Франції і Бельгії.

## Сюжет
Одинадцятирічного Сиріла (Тома Доре) залишив в дитячому будинку рідний батько (Жеремі Реньє), сказавши на прощання, що хлопчик недовго знаходитиметься в притулку, і пообіцявши, що неодмінно забере сина з собою з його тимчасового притулку, як тільки влаштує справи. Насправді татко зовсім не збирався заводити сім'ю, вирішивши для себе, що не може утримувати дитину. Він задумав почати нове життя, в якому для Сиріла нема місця. Разом з батьком зник і його подарунок синові — велосипед.
Хлопчик, який не підозрював про плани батька і думки не припускав, що той міг обдурити, з нетерпінням чекав його повернення. Коли очікування затягнулося надовго, Сиріл почав планувати, як вибратися з притулку та розшукати батька, а заразом і його двоколісний подарунок, який, як він припускав, був вкрадений.
Незабаром хлопець випадково познайомився з Самантою (Сесіль де Франс), яка працює в перукарні неподалік дитбудинку. Молода жінка щиро прив'язалася до Сиріла, вона брала його до себе на вихідні та навіть допомогла повернути велосипед. Незабаром Саманта всиновила Сиріла, але для того найважливіше на світі зустрітися з батьком.
Щоб роздобути грошей на поїздку та здійснити свою мрію, хлопчина навіть наважується вступити в одну з підліткових банд, якою керує місцевий наркодилер (Егон Ді Матео). Саманта, дізнавшись про заповітне бажання Сиріла, що штовхнуло його на такий відчайдушний вчинок, придумала, як допомогти йому. Дочекавшись вихідних, вона удвох з хлопчиком вирушає на пошуки його батька.

## У ролях
| • Тома Доре         | … | Сиріл             |
| • Сесіль де Франс   | … | Саманта           |
| • Жеремі Реньє      | … | Ґі Катул          |
| • Фабриціо Ронджоне | … | продавець книг    |
| • Егон Ді Матео     | … | Вес               |
| • Олів'є Гурме      | … | власник бару      |
| • Батисте Сорнен    | … | перший вихователь |
| • Семюел де Рік     | … | другий вихователь |
| • Карл Жадо         | … | вчитель           |
| • Клоді Делфосс     | … | людина на вокзалі |

## Знімальна група
- Автори сценарію — Жан-П'єр Дарденн, Люк Дарденн
- Режисери-постановники — Жан-П'єр Дарденн, Люк Дарденн

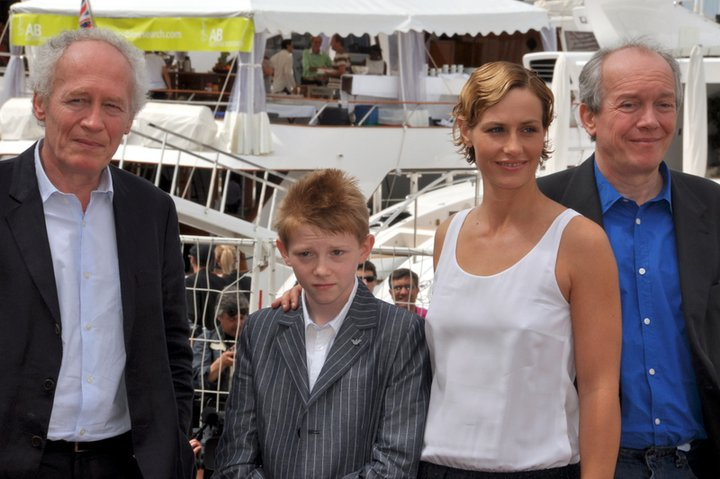
Жан-П'єр Дарденн, Тома Доре, Сесіль де Франс та Люк Дарденн на прем'єрі фільму на Каннському кінофестивалі, 2011

- Продюсери — Жан-П'єр Дарденн, Люк Дарденн, Деніс Фрейд
- Виконавчий продюсер — Дельфін Томсон
- Асоційовані продюсери — Стефано Массензі, Бернадетт Мюньє, Андре Мішотт, Арлетт Зільберберг
- Співпродюсер — Андреа Оккіпінті
- Оператор — Ален Маркоен
- Монтаж — Марі-Елен Дозо
- Художник-постановник — Ігор Гебрієл
- Художник по костюмах — Майра Рамедан Леві

## Задум та виробництво
Ідея фільму виникла у братів Дарденнів у 2003 році, коли вони, перебуваючи в Японії, дізналися історію про залишеного в притулку хлопчика, який постійно залазив на дах і дивився на дорогу, щоб не прогавити повернення батька.
Фільм знімався в містечку Серен та інших місцях бельгійського регіону Льєж; увесь знімальний процес зайняв 55 днів — з серпня по жовтень 2010 року. Це було вперше, коли брати Дарденн знімали фільм влітку.

## Нагороди та номінації
| Список нагород та номінацій               | Список нагород та номінацій | Список нагород та номінацій         | Список нагород та номінацій   | Список нагород та номінацій | Список нагород та номінацій |
| Кінопремія                                | Рік                         | Категорія                           | Номінант(и)                   | Результат                   | Дж                          |
| ----------------------------------------- | --------------------------- | ----------------------------------- | ----------------------------- | --------------------------- | --------------------------- |
| Каннський кінофестиваль                   | 2011                        | Золота пальмова гілка               | Хлопчик з велосипедом         | Номінація                   |                             |
| Каннський кінофестиваль                   | 2011                        | Гра-прі журі                        | Хлопчик з велосипедом         | Перемога                    |                             |
| Премія Європейської кіноакадемії          | 2011                        | Найкращий європейський фільм        | Хлопчик з велосипедом         | Номінація                   |                             |
| Премія Європейської кіноакадемії          | 2011                        | Найкращий європейський режисер      | Жан-П'єр Дарденн, Люк Дарденн | Номінація                   |                             |
| Премія Європейської кіноакадемії          | 2011                        | Найкращий європейський сценарист    | Жан-П'єр Дарденн, Люк Дарденн | Перемога                    |                             |
| Премія Європейської кіноакадемії          | 2011                        | Найкраща європейська акторка        | Сесіль де Франс               | Номінація                   |                             |
| Міжнародний приз Флайяно                  | 2011                        | Золотий пегас найкращому режисерові | Жан-П'єр Дарденн, Люк Дарденн | Перемога                    |                             |
| Лондонський кінофестиваль                 | 2011                        | Найкращий фільм                     | Хлопчик з велосипедом         | Номінація                   |                             |
| Міжнародний кінофестиваль у Вальядоліді   | 2011                        | Похвальний відгук (за найкращу гру) | Тома Доре                     | Перемога                    |                             |
| Премія «Золотий глобус»                   | 2012                        | Найкращий фільм іноземною мовою     | Хлопчик з велосипедом         | Номінація                   |                             |
| Премія «Сезар»                            | 2012                        | Найкращий фільм іноземною мовою     | Хлопчик з велосипедом         | Номінація                   |                             |
| Премія «Магрітт»                          | 2012                        | Найкращий фільм                     | Хлопчик з велосипедом         | Номінація                   |                             |
| Премія «Магрітт»                          | 2012                        | Найкращий режисер                   | Жан-П'єр Дарденн, Люк Дарденн | Номінація                   |                             |
| Премія «Магрітт»                          | 2012                        | Найкращий сценарій                  | Жан-П'єр Дарденн, Люк Дарденн | Номінація                   |                             |
| Премія «Магрітт»                          | 2012                        | Найкраща акторка                    | Сесіль де Франс               | Номінація                   |                             |
| Премія «Магрітт»                          | 2012                        | Найперспективнішій актор            | Тома Доре                     | Перемога                    |                             |
| Премія «Магрітт»                          | 2012                        | Найкращий оператор                  | Ален Маркоен                  | Номінація                   |                             |
| Премія «Магрітт»                          | 2012                        | Найкращі декорації                  | Ігор Гебрієл                  | Номінація                   |                             |
| Премія «Магрітт»                          | 2012                        | Найкращий монтаж                    | Марі-Елен Дозо                | Номінація                   |                             |
| Національна рада кінокритиків США         | 2012                        | ТОП-5 іноземних фільмів             | Хлопчик з велосипедом         | Перемога                    |                             |
| Спільнота кінокритиків Сан-Дієго          | 2012                        | Найкращий фільм іноземною мовою     | Хлопчик з велосипедом         | Перемога                    |                             |
| Асоціація кінокритиків Центрального Огайо | 2013                        | Найкращий фільм іноземною мовою     | Хлопчик з велосипедом         | Перемога                    |                             |
| Премія «Роберт»                           | 2013                        | Найкращий не-американський фільм    | Хлопчик з велосипедом         | Номінація                   |                             |